# Reakktor Media
Die Reakktor Media GmbH war eine in Hannover ansässige Entwicklungsfirma für Computerspiele. Das 1991 gegründete Unternehmen wurde vor allem durch sein Onlinespiel Neocron und dessen Nachfolger Anfang der 2000er bekannt. Nach der Insolvenz der Reakktor Media im Jahr 2012 kam es unter dem ursprünglichen Unternehmensgründer Martin Schwiezer 2014 zur Neugründung der Reakktor Studios.

## Geschichte
Die Reakktor Media GmbH wurde 1991 als Century Interactive von Martin Schwiezer als Einzelunternehmung in Hannover gegründet. Unternehmensschwerpunkt war von Anfang an die Entwicklung von Computer- und Videospielen. 1999 erfolgte die Umfirmierung zu Reakktor Media GmbH. Seit 1999 lag der Fokus auf Online-Multiplayer-Spielen. Das Studio gehörte zeitweilig zur mb Software AG, die Reakktor 2001 jedoch nach dem Zusammenbruch des Neuen Marktes an die Schwiezer System GmbH verkaufte und die Veröffentlichungsrechte für Neocron an cdv Software Entertainment. Ursprünglich für einen Starttermin im 4. Quartal 2001 vorgesehen, erschien Neocron Ende 2002 als Cyberpunk-MMORPG mit Elementen aus Ego-Shootern.
2003 gründete Reakktor mit acht weiteren Entwicklerstudios den Interessenverband Northstar Developers. Im Februar 2004 erfolgte die Übernahme durch die 10tacle Studios AG. Im gleichen Jahr schied Martin Schwiezer als Geschäftsführer bei der Reakktor Media aus. Sein Nachfolger wurde Holger Nathrath. 2004 erschien Neocron 2 und im Zuge der Veröffentlichung wurden die Server von Neocron abgeschaltet. Neocron 2 war ursprünglich als Erweiterung für Neocron angekündigt worden, wurde dann aber aus Marketinggründen und wegen des stark vergrößerten Umfangs als eigenständiges Produkt veröffentlicht. Der bislang letzte Patch erschien 2007 unter dem Namen Neocron Evolution 2.2. Neocron Arcade – The N.M.E. Project wurde 2006 als Arcade-Shooter und Parodie auf die immer zahlreicher werdenden Fantasyspiele kostenfrei auf den Markt gebracht. 2007 schied Holger Nathrath aus dem Unternehmen aus, Nachfolger als Geschäftsführer wurde Kirk Lenke. Im Jahr 2008 ging die 10tacle Studios AG in die Insolvenz, infolgedessen auch Reakktor Media. Anders als der Mutterkonzern konnte sich das Entwicklerunternehmen jedoch durch Unterstützung neuer Investoren aus der Insolvenz lösen und Black Prophecy zu Ende entwickeln.
Im Januar 2011 beteiligte sich Gamigo kurzzeitig mit 19,9 % an Reakktor Media und übernahm alle Marken- und Urheberrechte an Black Prophecy. Im März 2011 kam das Spiel auf den Markt. Es basierte auf einer umfangreichen Hintergrundgeschichte von Michael Marrak und trat als „Space-Action-MMO“ explizit nicht gegen das eher taktisch orientierte EVE Online an. Im Dezember 2011 erwarb Geschäftsführer Kirk Lenke diese wieder zurück und hielt damit 100 % der Geschäftsanteile an Reakktor. Am 15. Februar 2012 musste Reakktor Media erneut Insolvenz anmelden (AG Hannover, Az.: 909 IN 152/12 – 0), am 26. September 2012 wurde der Betrieb von Black Prophecy eingestellt. In einer Bekanntmachung des Amtsgerichts Hannovers vom 8. Oktober 2012 wurde festgestellt, dass die Insolvenzmasse von Reakktor Media nicht zur Deckung der Verbindlichkeiten ausreiche.
Die reakktor media holding GmbH (Amtsgericht Hannover HRB 206552), die ursprünglich die Beteiligungen an der insolventen reakktor-media-Gesellschaft zur Entwicklung multimedialer Anwendungen (Amtsgericht Hannover HRB 57977) hielt, firmiert seit Mai 2014 als Nukkdogg GmbH. Im August 2014 vermeldeten unter der langjährigen Unternehmensdomain reakktor.com die Reaktor Studios GmbH einen Unternehmensneustart, gemäß Impressum unter Geschäftsführung von Martin Schwiezer. Als erstes Spiel des neu gegründeten Studios erschien 2016 der Arena-Shooter Toxikk.

## Veröffentlichte Spiele
als Century Interactive
- 1992: Subtrade: Return to Irata (Amiga, DOS)
- 1993: Cyberzerk (Amiga)
- 1996: Bermuda Syndrome (Windows)

als Reakktor.com/Reakktor Media
- 2002: Neocron (Windows)
- 2004: Neocron 2: Beyond Dome of York (Windows)
- 2011: Black Prophecy (Windows)